# Federica Di Sarra
Federica Di Sarra (* 16. Mai 1990) ist eine italienische Tennisspielerin.

## Karriere
Di Sarra, die laut ITF-Profil Hartplätze bevorzugt, spielt hauptsächlich auf der ITF Women’s World Tennis Tour. Dort gewann sie bislang 8 Einzel- und 22 Doppeltitel.
Bei den Internazionali BNL d’Italia 2013, 2017 und 2018 erhielt sie jeweils eine Wildcard für die Qualifikation im Einzel, scheiterte aber jedes Mal bereits in der ersten Qualifikationsrunde.

## Turniersiege

### Einzel
| Nr. | Datum              | Turnier    | Kategorie   | Belag             | Finalgegnerin          | Ergebnis      |
| --- | ------------------ | ---------- | ----------- | ----------------- | ---------------------- | ------------- |
| 1.  | 22. August 2010    | Todi       | ITF $10.000 | Sand              | Lisa Maria Reichmann   | 6:1, 6:3      |
| 2.  | 12. September 2010 | Casale     | ITF $10.000 | Sand              | Erika Zanchetta        | 6:3, 6:4      |
| 3.  | 24. Juni 2012      | Campobasso | ITF $10.000 | Sand              | Ani Amiraghjan         | 7:5, 6:2      |
| 4.  | 22. Juli 2012      | Imola      | ITF $25.000 | Teppich           | Julia Mayr             | 6:4, 6:2      |
| 5.  | 11. November 2017  | St. Ulrich | ITF $15.000 | Hartplatz (Halle) | Alina Silitsch         | 6:1, 6:3      |
| 6.  | 5. September 2020  | Triest     | ITF W15     | Sand              | Camilla Rosatello      | 6:0, 6:1      |
| 7.  | 13. September 2020 | Tarvis     | ITF W25     | Sand              | Maryna Zanevska        | 3:6, 6:3, 6:4 |
| 8.  | 7. November 2020   | St. Ulrich | ITF W15     | Hartplatz (Halle) | Kathinka von Deichmann | 6:3, 6:3      |

### Doppel
| Nr. | Datum              | Turnier                  | Kategorie   | Belag             | Partnerin              | Finalgegnerinnen                     | Ergebnis          |
| --- | ------------------ | ------------------------ | ----------- | ----------------- | ---------------------- | ------------------------------------ | ----------------- |
| 1.  | 14. August 2010    | Locri                    | ITF $10.000 | Sand              | Valentina Sulpizio     | Federica Grazioso Alice Savoretti    | 6:4, 6:2          |
| 2.  | 11. September 2010 | Casale                   | ITF $10.000 | Sand              | Giulia Gabba           | Federica Grazioso Vivienne Vierin    | 6:2, 6:2          |
| 3.  | 20. August 2011    | Todi                     | ITF $10.000 | Sand              | Angelica Moratelli     | Stephanie Bengson Kirsten Flower     | 7:66, 7:5         |
| 4.  | 23. Juni 2012      | Campobasso               | ITF $10.000 | Sand              | Giulia Pairone         | Giulia Gasparri Giulia Sussarello    | 6:2, 6:1          |
| 5.  | 21. Juli 2012      | Imola                    | ITF $25.000 | Teppich           | Alice Balducci         | Tadeja Majerič Marina Melnikowa      | kampflos          |
| 6.  | 11. August 2012    | Monteroni                | ITF $25.000 | Sand              | Anastasia Grymalska    | Alice Balducci Karin Knapp           | 6:4, 5:7, [10:7]  |
| 7.  | 30. August 2012    | Bagnatica                | ITF $10.000 | Sand              | Anastasia Grymalska    | Tatiana Búa Claudia Giovine          | 7:5, 6:2          |
| 8.  | 16. August 2013    | Locri                    | ITF $10.000 | Sand              | Despina Papamichail    | Alice Matteucci Camilla Rosatello    | 6:3, 3:6, [10:4]  |
| 9.  | 30. Juni 2017      | Tarvis                   | ITF $15.000 | Sand              | Lisa Sabino            | Carla Lucero Szabina Szlavikovics    | 6:0, 6:3          |
| 10. | 28. Juli 2017      | Schio                    | ITF $15.000 | Sand              | Lisa Sabino            | Anastasia Grymalska Maria Masini     | 6:0, 6:1          |
| 11. | 18. August 2017    | Cuneo                    | ITF $15.000 | Sand              | Anastasia Grymalska    | Melina Ferrero Sofía Luini           | 6:0, 6:1          |
| 12. | 26. August 2017    | Sezze                    | ITF $15.000 | Sand              | Giorgia Marchetti      | Marija Marfutina Dalila Spiteri      | 3:6, 6:3, [11:9]  |
| 13. | 15. Dezember 2017  | Cordenons                | ITF $15.000 | Sand (Halle)      | Michele Alexandra Zmau | Lucia Bronzetti Ludmilla Samsonova   | 6:2, 1:6, [10:8]  |
| 14. | 20. Juli 2018      | Imola                    | ITF $25.000 | Teppich           | Giorgia Marchetti      | Claudia Giovine Manca Pislak         | 6:3, 6:1          |
| 15. | 15. September 2018 | Santa Margherita di Pula | ITF $25.000 | Sand              | Martina Colmegna       | Emily Arbuthnott Katharina Hobgarski | 7:60, 6:2         |
| 16. | 22. September 2018 | Santa Margherita di Pula | ITF $25.000 | Sand              | Anastasia Grymalska    | Deborah Chiesa Tatiana Pieri         | 7:63, 6:2         |
| 17. | 21. Oktober 2018   | Santa Margherita di Pula | ITF $25.000 | Sand              | Martina Colmegna       | Lea Bošković Cristina Dinu           | 6:4, 7:61         |
| 18. | 21. April 2019     | Santa Margherita di Pula | ITF W25     | Sand              | Anastasia Grymalska    | Giorgia Marchetti Camilla Rosatello  | 6:4, 6:1          |
| 19. | 28. August 2020    | Cordenons                | ITF W15     | Sand              | Martina Colmegna       | Angelica Moratelli Nika Radišić      | 6:2, 7:67         |
| 20. | 26. Februar 2021   | Poitiers                 | ITF W25     | Hartplatz (Halle) | Camilla Rosatello      | Estelle Cascino Seone Mendez         | 6:4, 6:3          |
| 21. | 30. Mai 2021       | Otočec                   | ITF W25     | Sand              | Camilla Rosatello      | Lea Bošković Raluca Șerban           | 6:4, 64:7, [10:4] |
| 22. | 10. Juli 2021      | Turin                    | ITF W25     | Sand              | Camilla Rosatello      | Bárbara Gatica Rebeca Pereira        | 7:5, 61:7, [10:6] |